# Велики лемур бамбусар
Велики лемур бамбусар (лат. Prolemur simus) је полумајмун из породице лемура (Lemuridae). Једина је врста у свом роду (Prolemur).

## Распрострањење
Ареал врсте је ограничен на једну државу – Мадагаскар.

## Станиште
Станишта ове врсте су бамбусове шуме, мочварна и плавна подручја и речни екосистеми.

## Начин живота
Женка обично окоти по једно младунче годишње. Животиње се углавном хране младицама бамбуса.

## Угроженост
Ова врста је крајње угрожена и у великој опасности од изумирања.